# Jokers
Jokers ist ein deutsches Verlags-, Versand- und Buchhandelsunternehmen mit Sitz in Augsburg. Der Buchhändler ist als Versender in Deutschland, Österreich und der Schweiz tätig. 
Von 2017 bis 2022 war Jokers eine eigenständige Firma der Droege Group, zu der auch Weltbild gehört. Seit dem 19. Juli 2022 wird Jokers von der buecher.de GmbH & Co. KG betrieben. Jokers ist auf dem Buchmarkt mit einem Onlineshop, Direktmarketing und Social Media tätig.

## Geschichte
1999 verschickte Jokers als Marke der Verlagsgruppe Weltbild als Versandhandel für Modernes Antiquariat den ersten Katalog. Ab dem Frühjahr 2000 konnte man Artikel auch online über den Shop erwerben. 2001 eröffnete Jokers die erste Filiale am Hohenzollernplatz in München. Jokers betrieb zuletzt 11 Filialen in Deutschland, die im ersten Quartal 2022 von Weltbild vollständig übernommen und umfirmiert wurden.
Im Juni 2024 musste Weltbild Insolvenz anmelden; im Juli folgten Jokers und andere Töchter.

## Produkte
Der Anbieter vertreibt  als Antiquariat Restauflagen, Sonderausgaben, Remittenden mit Mängeln und Raritäten, die häufig im regulären Buchhandel nicht mehr erhältlich sind oder nur in sehr kleinen Auflagen gedruckt wurden. Neben Büchern vertreibt Jokers auch Kalender, Hörbücher, CDs und Spiele.